# Jorge Lozano
Jorge Lozano (* 17. Mai 1963 in San Luis Potosí) ist ein ehemaliger mexikanischer Tennisspieler.

## Leben
Lozano spielte von 1983 bis 1985 für die University of Southern California und wurde 1986 Tennisprofi. Im selben Jahr stand er an der Seite von Todd Witsken, seinem Partner aus Collegezeiten, im Viertelfinale von Indianapolis. 1987 erreichte er in Itaparica mit Diego Pérez sein erstes Doppelfinale auf der ATP World Tour. Im Jahr darauf konnte er mit Todd Witsken vier Turniersiege erringen, zwei weitere folgten 1989. Nach zwei Finalniederlagen 1990 trennten sich die Wege von Lozano und Witsken, Lozano gewann daraufhin mit anderen Doppelpartnern drei weitere Turniere. Insgesamt konnte er in der Doppelkonkurrenz neun Titel erringen, sechs davon mit seinem langjährigen Partner Witsken. Weitere 13 Mal stand er in einem Doppelfinale. Seine höchste Notierung in der Tennisweltrangliste erreichte er 1988 mit Position 51 im Einzel und Position vier im Doppel.
Sein bestes Einzelergebnis bei einem Grand-Slam-Turnier war das Erreichen des Achtelfinales der US Open 1988. Im selben Jahr stand er dort an der Seite von Todd Witsken auch im Halbfinale der Doppelkonkurrenz. Beide erreichten in diesem Jahr zudem das Viertelfinale der French Open. 1988 gewann er an der Seite von Lori McNeil die Mixedkonkurrenz der French Open. 1990 wiederholte er diesen Triumph mit Arantxa Sánchez Vicario.
Lozano spielte zwischen 1982 und 1995 19 Einzel- sowie 24 Doppelpartien für die mexikanische Davis-Cup-Mannschaft. Gleich bei seinem ersten Antritt 1981 hieß der Gegner in der Erstrundenbegegnung der Weltgruppe USA. Er gewann zwar das Doppel an der Seite von Raúl Ramírez, unterlag jedoch in beiden Einzeln gegen John McEnroe und Roscoe Tanner. 1986 wurde er in der Viertelfinalbegegnung gegen die USA im Doppel eingesetzt, mit Fernando Pérez Pascal unterlag er dem Weltklasse-Doppel Ken Flach und Robert Seguso in vier Sätzen.
Lozano ist seit 2009 Teamchef des mexikanischen Davis-Cup-Teams.

## Erfolge
| Legende                       |
| Grand Slam                    |
| Tennis Masters Cup            |
| ATP Masters Series            |
| ATP International Series Gold |
| ATP International Series (9)  |
| ATP Challenger Tour (4)       |

| ATP-Titel nach Belag |
| Hartplatz (1)        |
| Sand (5)             |
| Rasen                |
| Teppich (3)          |

### Einzel

#### Turniersiege
| Nr. | Datum            | Turnier         | Belag     | Finalgegner  | Ergebnis |
| --- | ---------------- | --------------- | --------- | ------------ | -------- |
| 1.  | 22. Februar 1987 | Lagos           | Hartplatz | Nduka Odizor | 6:4, 6:4 |
| 2.  | 2. April 1989    | San Luis Potosí | Sand      | Peter Doohan | 6:4, 6:4 |

### Doppel

#### Turniersiege

##### ATP Tour
| Nr. | Datum             | Turnier           | Belag     | Partner            | Finalgegner                   | Ergebnis      |
| --- | ----------------- | ----------------- | --------- | ------------------ | ----------------------------- | ------------- |
| 1.  | 8. Mai 1988       | Forest Hills      | Sand      | Todd Witsken       | Pieter Aldrich Danie Visser   | 6:3, 7:6      |
| 2.  | 15. Mai 1988      | Rom               | Sand      | Todd Witsken       | Anders Järryd Tomáš Šmíd      | 6:3, 6:3      |
| 3.  | 10. Juli 1988     | Boston            | Sand      | Todd Witsken       | Bruno Orešar Jaime Yzaga      | 6:2, 7:5      |
| 4.  | 31. Juli 1988     | Stratton Mountain | Hartplatz | Todd Witsken       | Pieter Aldrich Danie Visser   | 6:3, 7:6      |
| 5.  | 16. April 1989    | Rio de Janeiro    | Teppich   | Todd Witsken       | Patrick McEnroe Tim Wilkison  | 2:6, 6:4, 6:4 |
| 6.  | 12. November 1989 | Stockholm         | Teppich   | Todd Witsken       | Rick Leach Jim Pugh           | 6:3, 5:7, 6:3 |
| 7.  | 26. Februar 1990  | Rotterdam         | Teppich   | Leonardo Lavalle   | Diego Nargiso Nicolás Pereira | 6:3, 7:6      |
| 8.  | 16. März 1992     | Marrakesch        | Sand      | Horacio de la Peña | Ģirts Dzelde T. J. Middleton  | 2:6, 6:4, 7:6 |
| 9.  | 4. Oktober 1993   | Athen             | Sand      | Horacio de la Peña | Royce Deppe John Sullivan     | 3:6, 6:1, 6:2 |

##### Challenger Tour
| Nr. | Datum           | Turnier         | Belag     | Partner          | Finalgegner                                 | Ergebnis      |
| --- | --------------- | --------------- | --------- | ---------------- | ------------------------------------------- | ------------- |
| 1.  | 8. Februar 1987 | Enugu           | Hartplatz | Tim Pawsat       | Jeremy Bates Stanislav Birner               | 6:1, 1:6, 6:2 |
| 2.  | 15. April 1990  | San Luis Potosí | Sand      | Leonardo Lavalle | Luis-Enrique Herrera Guillermo Pérez Roldán | 5:7, 6:3, 6:2 |

#### Finalteilnahmen
| Nr. | Datum             | Turnier        | Belag       | Partner            | Finalgegner                    | Ergebnis      |
| --- | ----------------- | -------------- | ----------- | ------------------ | ------------------------------ | ------------- |
| 1.  | 29. November 1987 | Itaparica (1)  | Hartplatz   | Diego Pérez        | Sergio Casal Emilio Sánchez    | 2:6, 2:6      |
| 2.  | 6. März 1988      | Indian Wells   | Hartplatz   | Todd Witsken       | Guy Forget Boris Becker        | 4:6, 4:6      |
| 3.  | 1. Mai 1988       | Charleston     | Sand        | Todd Witsken       | Pieter Aldrich Danie Visser    | 6:7, 3:6      |
| 4.  | 1. Mai 1988       | Washington (1) | Hartplatz   | Todd Witsken       | Rick Leach Jim Pugh            | 3:6, 7:6, 2:6 |
| 5.  | 27. November 1988 | Itaparica (2)  | Hartplatz   | Todd Witsken       | Sergio Casal Emilio Sánchez    | 6:7, 6:7      |
| 6.  | 26. November 1989 | Itaparica (3)  | Hartplatz   | Todd Witsken       | Rick Leach Jim Pugh            | 2:6, 6:7      |
| 7.  | 22. Juli 1990     | Washington (2) | Hartplatz   | Todd Witsken       | Grant Connell Glenn Michibata  | 3:6, 7:6, 2:6 |
| 8.  | 21. Oktober 1990  | Wien           | Teppich (i) | Todd Witsken       | Michael Stich Udo Riglewski    | 4:6, 4:6      |
| 9.  | 10. November 1991 | São Paulo      | Hartplatz   | Cássio Motta       | Andrés Gómez Jaime Oncins      | 5:7, 4:6      |
| 10. | 28. Februar 1993  | Mexiko-Stadt   | Sand        | Horacio de la Peña | Leonardo Lavalle Jaime Oncins  | 6:7, 4:6      |
| 11. | 8. August 1993    | Prag           | Sand        | Jaime Oncins       | Hendrik Jan Davids Libor Pimek | 3:6, 6:7      |
| 12. | 3. Oktober 1993   | Palermo        | Sand        | Juan Garat         | Sergio Casal Emilio Sánchez    | 3:6, 3:6      |
| 13. | 16. Januar 1994   | Jakarta        | Hartplatz   | Jim Pugh           | Jonas Björkman Neil Borwick    | 4:6, 1:6      |

### Mixed

#### Turniersiege
| Nr. | Datum         | Turnier         | Belag | Partnerin               | Finalgegner                              | Ergebnis   |
| --- | ------------- | --------------- | ----- | ----------------------- | ---------------------------------------- | ---------- |
| 1.  | 5. Juni 1988  | French Open (1) | Sand  | Lori McNeil             | Brenda Schultz-McCarthy Michiel Schapers | 7:5, 6:2   |
| 2.  | 10. Juni 1990 | French Open (2) | Sand  | Arantxa Sánchez Vicario | Nicole Bradtke Danie Visser              | 7:65, 7:68 |